# Embelia libeniana
Embelia libeniana är en viveväxtart som beskrevs av A. Taton. Embelia libeniana ingår i släktet Embelia och familjen viveväxter. Inga underarter finns listade i Catalogue of Life.